# Albanisch-südafrikanische Beziehungen
Die albanisch-südafrikanischen Beziehungen beziehen sich auf die formellen diplomatischen Beziehungen zwischen der Republik Albanien und der Republik Südafrika, die 1992 aufgenommen wurden. Albanien hatte damals nach dem Ende der kommunistischen Ära die ersten Mehrparteienwahlen durchgeführt, Südafrika war in der späten Phase der Apartheid während der Präsidentschaft von Frederik de Klerk.

## Geschichte

### Vor der Aufnahme diplomatischer Beziehungen
Im Jahr 1979 musste die im spanischen Exil lebende albanische Königsfamilie (Haus Zogu) unter der Führung von Leka Zogu das Land verlassen, das sie 1961 aufgenommen hatte. Zuvor waren bei einer Durchsuchung ihres Herrenhauses in Pozuelo de Alarcón, das der spanischen Boulevardpresse als „Unsere Liebe Frau von Guadalupe“ bekannt war, eine beträchtliche Menge an Militärwaffen gefunden worden.
Nach Verhandlungen mit dem spanischen Außenministerium und mit Unterstützung der spanischen Königsfamilie von Juan Carlos I. de Borbón, der Leka vor seiner Krönung zum König von Spanien getroffen hatte, durfte die Familie das Land auf dem Luftweg nach Gabun verlassen, wo Präsident El Hadj Omar Bongo Ondimba ihnen Schutz versprach. Das Flugzeug aus Gabun kam aber nie an. Nach einer weiteren Intervention der spanischen Königsfamilie charterte die Exekutive von Adolfo Suárez ein Flugzeug der Chartergesellschaft Spantax, das die Familie nach Libreville brachte. Nach der Landung verlangten die liberianischen Behörden von der Familie eine Vorauszahlung von 35 Millionen Peseten, um ihnen die Ausschiffung zu ermöglichen. Die spanische Diplomatie griff ein, und nachdem die Maschine einen Tag lang auf der Start- und Landebahn des Flughafens geparkt war, flog sie am 3. Februar 1979 nach Rhodesien, wo Ian Douglas Smith der Aufnahme der ungewöhnlichen Passagiere zugestimmt hatte.
Die Wandlung Rhodesiens in Simbabwe im Jahr 1980 und der Einzug des späteren Diktators Robert Mugabe in die Exekutive verhießen nichts Gutes für das Haus Zogu, das erneut umzog. Bei dieser Gelegenheit reisten sie nach Südafrika, wo er mit diplomatischem Status und offizieller Residenz in Johannesburg empfangen wurde.
Dieser Zustand belastete die Beziehungen zwischen dem kommunistischen Albanien und dem Apartheid-Südafrika. In Tirana ging man davon aus, dass Leka subversive Aktivitäten gegen die albanische Regierung plante, um die Monarchie im Land wiederherzustellen. Als eine Exilmiliz am 26. September 1982 an der albanischen Küste landete, stuften Nachrichtenagenturen diese als monarchistische Milizen unter dem direkten Kommando von Leka Zogu ein. Im selben Jahr 1982 wurde Lekas einziger Sohn Leka Anwar Zog Reza geboren. Seit dem 30. November 2011 ist er Oberhaupt des Hauses Zogu und der aktuelle Anwärter auf den albanischen Thron. Er hatte aber geschworen, keine subversiven Handlungen zu begehen, und ist beim albanischen Innenministerium angestellt.

### Aufbau formeller Beziehungen
Die diplomatischen Beziehungen zwischen den Republiken Albanien und Südafrika wurden erst 1992 formalisiert, nach den albanischen Parlamentswahlen von 1991 und 1992, den ersten Mehrparteienwahlen in der Geschichte des Landes. Nach diesen Wahlen wurde Aleksandër Meksi Ministerpräsident Albaniens und Sali Berisha Präsident. Für Albanien, das während des Kalten Kriegs ein autarker Staat gewesen war, waren die Anfangsjahre als Demokratie voller Herausforderungen. Leka betrat nach 54 Jahren erstmals wieder albanischen Boden, zog von Johannesburg nach Tirana und suchte Unterstützung für die Idee der Wiederherstellung der Monarchie.
Gleichzeitig lebte Südafrika unter dem Apartheidregime, was ebenfalls zu einer erheblichen internationalen Isolation geführt hatte. Aus Angst vor dem Einfluss des Kommunismus während der Entkolonialisierung Afrikas nahm das Land keine diplomatische Beziehungen zu kommunistischen oder sozialistischen Staaten auf. In den 1990er Jahren begann mit der Amtseinführung von Frederik de Klerk als Präsident das Ende dieses Systems – 1992 war das letzte Jahr, in dem nur die weiße Minderheit wählen durfte.
Im Jahr 1992 begannen die diplomatischen Beziehungen zwischen Albanien und Südafrika, wobei sie formell erst im Dezember 1993 aufgenommen wurden.
Bislang hatten die diplomatischen Beziehungen zwischen den beiden Staaten für keine der beiden Seiten besondere Priorität. Südafrika wird in Albanien durch seinen Botschafter in Italien vertreten, unterhält jedoch ein Honorarkonsulat in Tirana. Albanien wiederum unterhält keine diplomatische Vertretung in Südafrika oder einem anderen afrikanischen Land als Ägypten (Stand 2025).

## Wirtschaftsbeziehungen
Albaniens Exporte nach Südafrika belaufen sich auf knapp über 1,5 Millionen US-Dollar, wobei Schuhe und Lederwaren die wichtigsten Produkte sind.
Die südafrikanischen Exporte nach Albanien belaufen sich für die südafrikanische Industrie mittlerweile auf etwas über 40 Millionen US-Dollar, wobei Ferrolegierungen die wichtigsten Produkte sind.